# 哈达阳站
哈达阳站是位于内蒙古自治区呼伦贝尔市莫力达瓦达斡尔族自治旗哈达阳镇的一个铁路车站，邮政编码162891。车站建于1959年，有富西铁路经过该站，现办理客货运业务，车站及其上下行区间均未电气化。车站距离富裕站196公里，隶属哈尔滨铁路局，是四等站。